# Le Chevain
Le Chevain is een plaats en voormalige gemeente in het Franse departement Sarthe (regio Pays de la Loire) en telt 657 inwoners (2005). De plaats maakt deel uit van het arrondissement Mamers. Le Chevain is op 1 januari 2017 gefuseerd met de gemeente Saint-Paterne tot de gemeente Saint-Paterne - Le Chevain. 

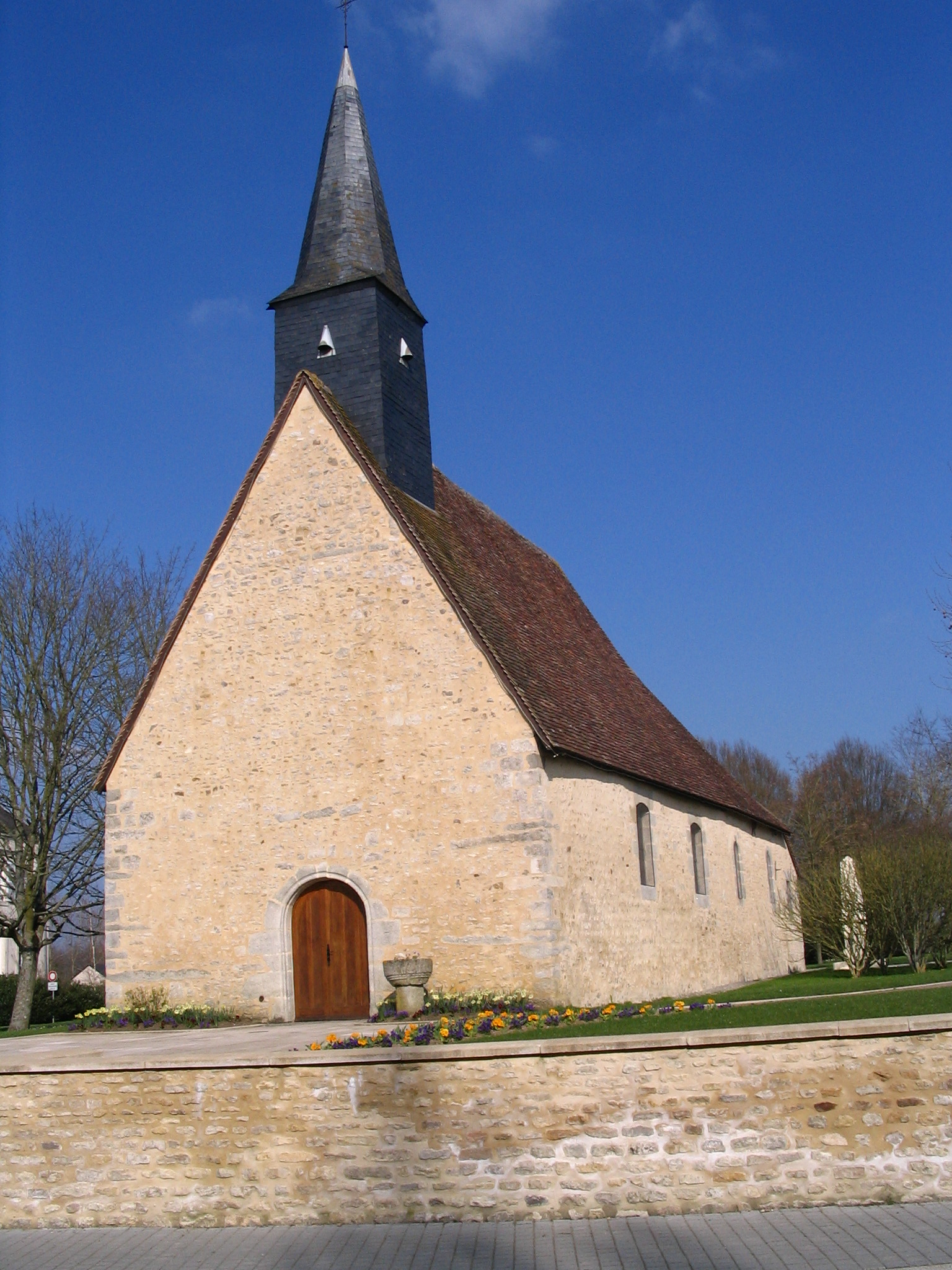
Kerk in Le Chevain
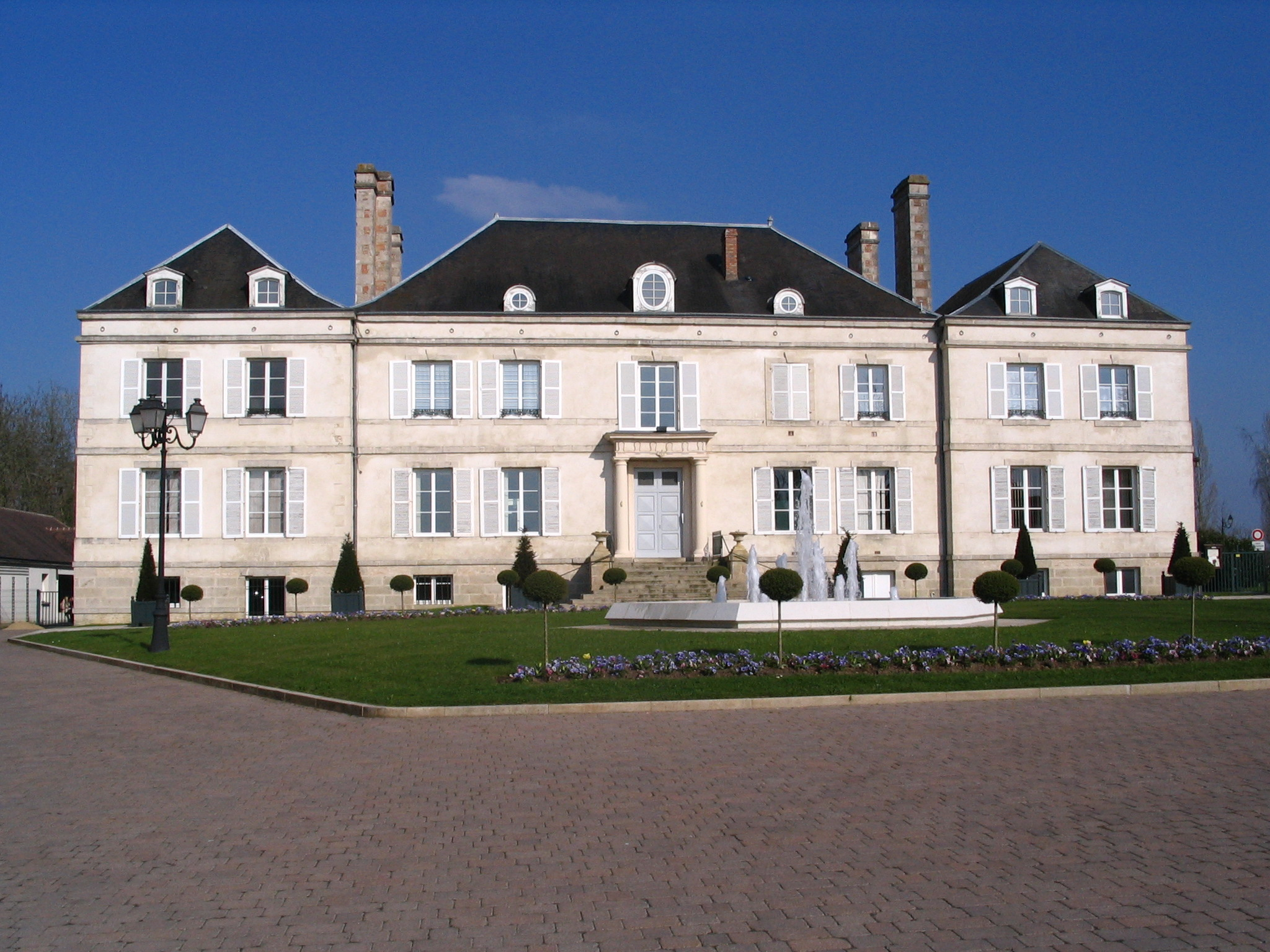
Kasteel van Le Chevain

## Geografie
De oppervlakte van Le Chevain bedraagt 5,7 km², de bevolkingsdichtheid is 115,3 inwoners per km².
De onderstaande kaart toont de ligging van Le Chevain met de belangrijkste infrastructuur en aangrenzende gemeenten.

## Demografie
Onderstaande figuur toont het verloop van het inwonertal (bron: INSEE-tellingen).